# Калинов (Гуково-Гнилушевское сельское поселение)
Калинов — хутор в Красносулинском районе Ростовской области.
Входит в состав Гуково-Гнилушевского сельского поселения.

## География
На хуторе имеется одна улица: Ленина.

## Население
| 2010 |
| ---- |
| 112  |